# Carl Jakob Sundevall

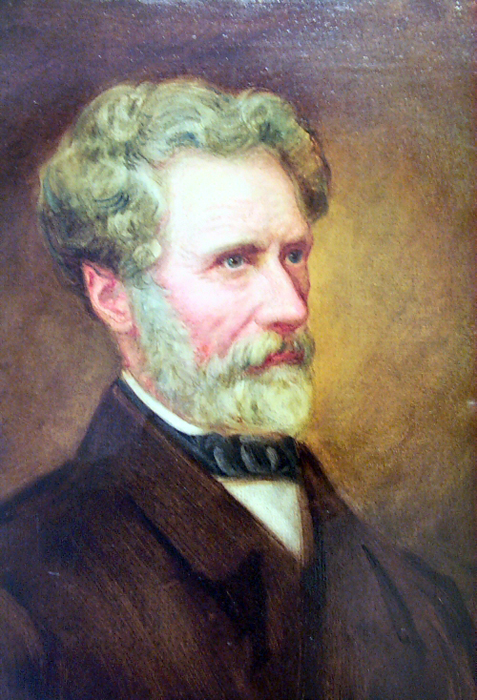
Carl Jakob Sundevall.

Carl Jakob Sundevall (1801, Högestad - 1875) foi um zoólogo da Suécia.
Sundevall recebeu título de Ph.D. em 1823. Depois viajou para o leste asitático onde estudou medicina, virando doutor em medicina em 1830.